# Monumento Conmmemorativo Nacional Roger Williams
El Monumento Conmmemorativo Nacional Roger Williams (en inglés, Roger Williams National Memorial) es un parque urbano ajardinado ubicado en un lote común del asentamiento original de Providence, en el estado de Rhode Island (Estados Unidos). Fue establecido por el ministro Roger Williams en 1636. El monumento nacional conmemora la vida de Williams, quien cofundó la Colonia de Rhode Island y Providence Plantations y defendió la libertad religiosa. El parque está delimitado por las calles North Main, Canal y Smith, y Park Row.

## Descripción
El monumento consiste en un parque de 1,8 ha ubicado cerca de la orilla este del río Moshassuck, al este de Casa del Estado de Rhode Island y al norte de Downtown Providence. Se encuentra en la base de College Hill, sobre la cual se concentró el asentamiento temprano de Providence. El monumento está separado del río por la calle Canal y delimitado en los otros tres lados por las calles Smith, Park Row y North Main. La parte sur del parque tiene un área de césped relativamente abierta rodeada de árboles, mientras que la parte norte está más ajardinada, con el centro de visitantes ubicado en la Casa Antram-Gray de 1736 en el esquina noreste y un área de estacionamiento en el lado oeste. Las principales características en la sección norte incluyen Bernon Grove y el sitio del manantial que llevó a Williams a seleccionar el sitio. : p.1 
El centro de visitantes del parque presenta una exhibición y un video sobre Roger Williams y la fundación de Rhode Island, así como información sobre sitios históricos en Providence.

## Historial administrativo
El memorial nacional fue autorizado el 22 de octubre de 1965. : p.55 El monumento se incluyó en el Registro Nacional de Lugares Históricos el 15 de octubre de 1966. El sitio se desarrolló a fines de la década de 1970 después de que se completó la adquisición del terreno y se demolieron los edificios en el terreno. : p.56 Fue la única unidad del Sistema de Parques Nacionales en Rhode Island hasta 2014, cuando se designó el Parque Histórico Nacional Blackstone River Valley.

## Galería

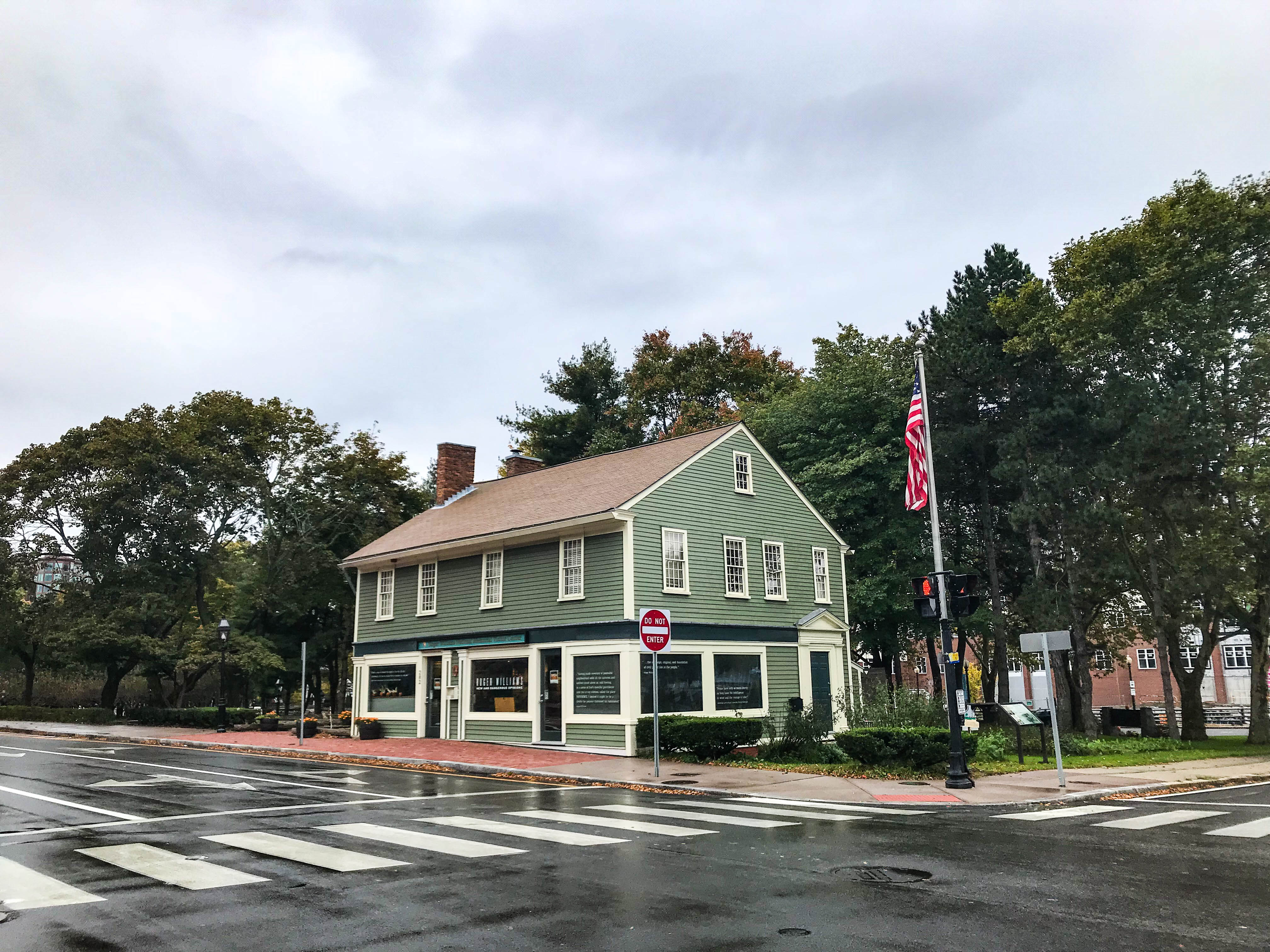
La casa Antram-Gray de 1736 sirve como centro de visitantes del parque.
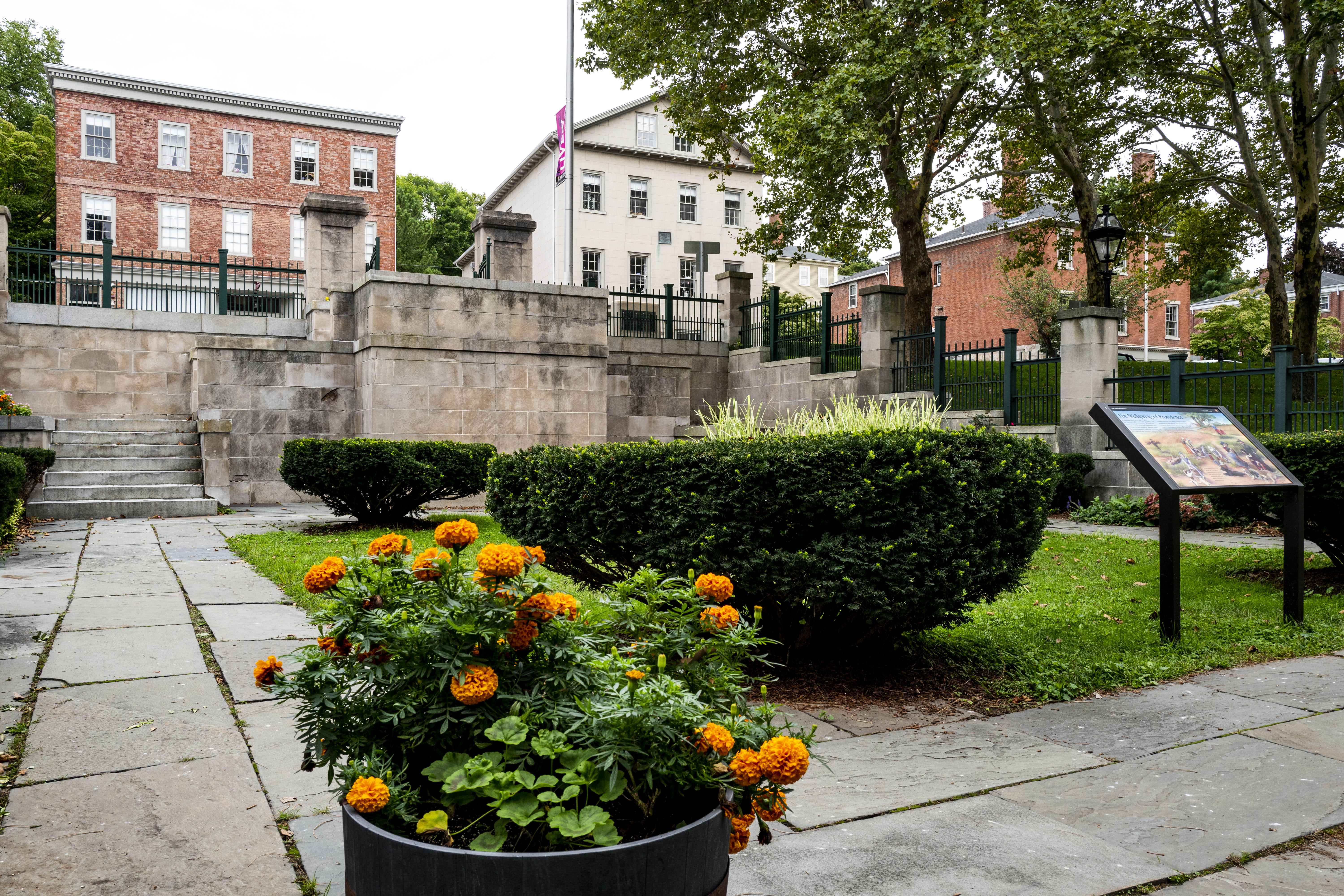
El sitio que conmemora el manantial descubierto en 1636 por Roger Williams
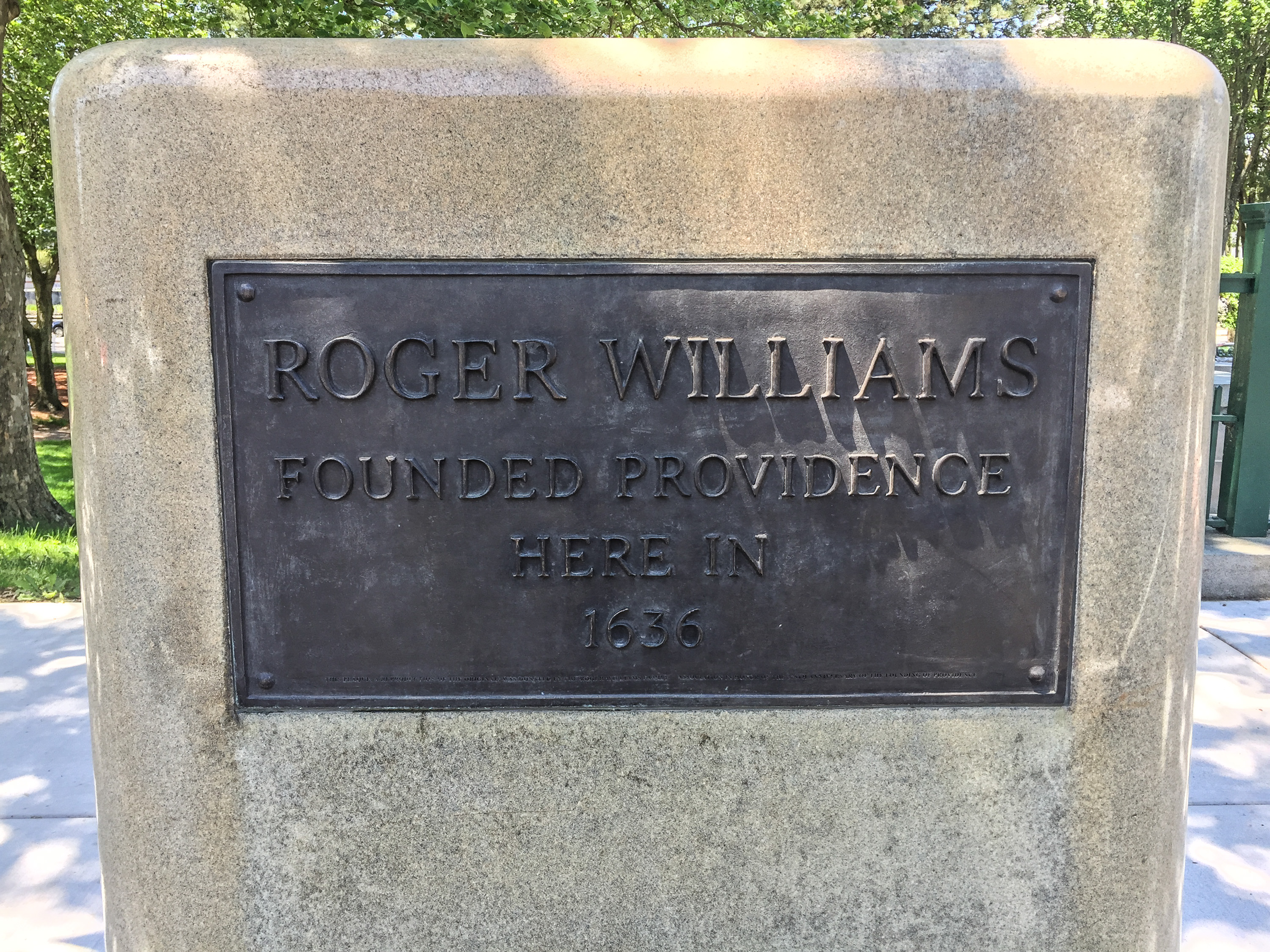
Una placa en el sitio